# Symington Family Estates
Pour les articles homonymes, voir Symington.
Symington Family Estates est une société viticole dont le siège social est à Porto au Portugal. Elle possède et exploite plusieurs vignobles et domaines viticoles. Propriétaire de plusieurs marques de Porto, de Madère et de vins du Douro, l’étendue de ses vignobles et ses nombreuses marques ainsi que sa possibilité de commercialiser de très vieux millésimes, la font considérer comme tenant l'Empire du Porto.

## Histoire
La famille Symington est membre des Primum Familiæ Vini.

## Domaines
Symington Family Estates et les membres de cette famille détiennent ensemble 23 quintas dans la région du Haut-Douro, plus une en location et une autre en coentreprise. Ces 25 quintas représentent ensemble 940 hectares de vignes. Plus de 70 % du Porto vendu sous les marques de cette maison est élaboré à partir des vendanges de ses domaines. De plus, les Symington possèdent le plus grand vignoble de la région du Douro.

## Marques

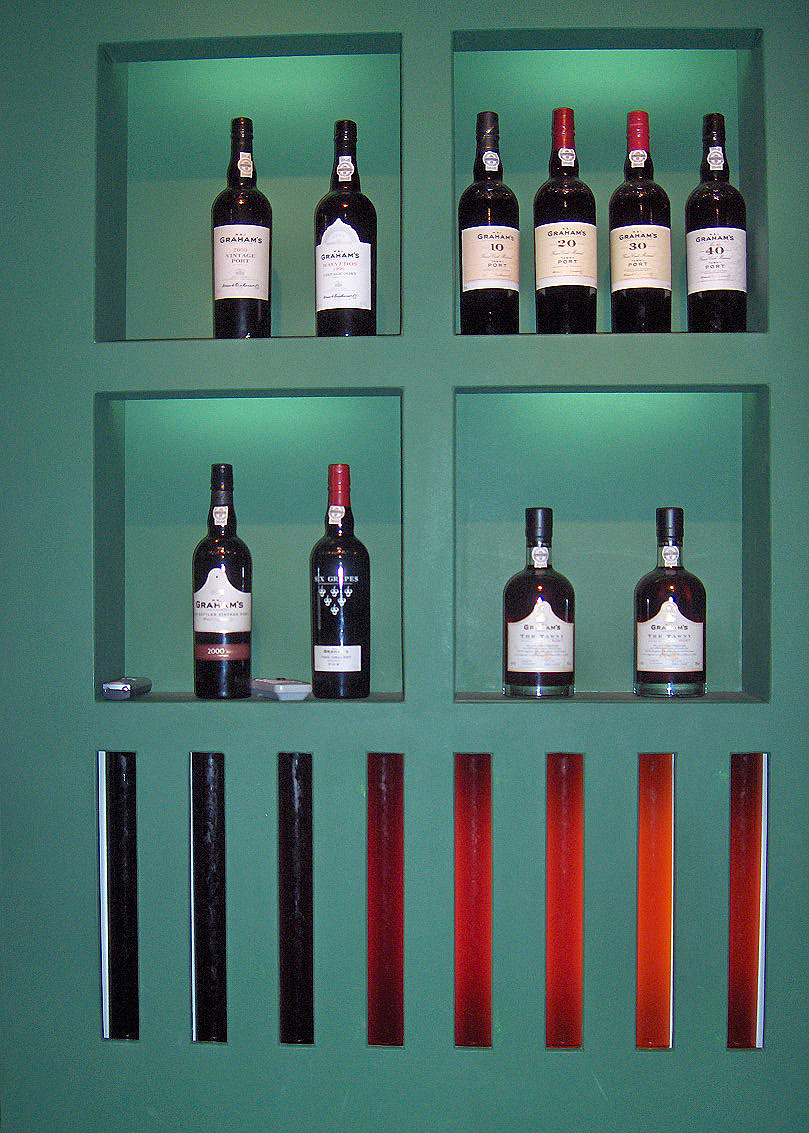
Gamme des portos Graham's

Les Symington Family Estates possèdent dix marques de Porto, trois de Douro et quatre de Madère :

### Porto
- Graham's (depuis 1820)
- Warre's
- Dow's
- Cockburn's (depuis 2010)
- Smith Woodhouse
- Quinta do Vesuvio
- Gould Campbell
- Quarles Harris
- Martinez
- Cortesão

### Douro
- Chryseia
- Altano
- Quinta de Roriz

### Madère
À travers la Madeira Wine Company.
- Blandy's
- Cossart Gordon
- Leacock's
- Miles